# Повозочне
Пово́зочне (каз. Повозочное) — село у складі району Шал-акина Північноказахстанської області Казахстану. Адміністративний центр Приішимського сільського округу.
Населення — 701 особа (2021; 787 у 2009, 960 у 1999, 1125 у 1989).
Національний склад станом на 1989 рік:
- росіяни — 45 %
- казахи — 38 %.